# PayPal
PayPal és una empresa nord-americana fundada el 1998 a Palo Alto, als Estats Units. Pertany al sector del comerç electrònic per Internet, que permet la transferència de diners entre usuaris que tinguin correu electrònic, una alternativa al tradicional mètode en paper com els xecs o girs postals. PayPal també processa peticions de pagament de comerç electrònic i altres serveis webs, per als quals cobra un percentatge. La majoria de la seva clientela prové del lloc de subhastes en línia eBay. La seva seu principal és a San José (Califòrnia), Estats Units, tot i que el seu centre d'operacions és a Omaha (Nebraska) i el centre d'operacions per a Europa és a Dublín (Irlanda). Va ser fundada inicialment sota el nom de Confinity, el 1998, per Peter Thiel i Max Levchin. A partir del 2020, PayPal opera a 202 mercats i té 305 milions de comptes registrats actius. PayPal permet als clients enviar, rebre i emmagatzemar fons en 25 monedes de tot el món.

## Màfia de PayPal
La Màfia de PayPal és un terme que es fa servir per indicar un grup d'antics treballadors i fundadors de PayPal, que posteriorment han fundat o treballat en altres companyies tecnològiques com ara Tesla Motors, LinkedIn, Palantir Technologies, SpaceX, YouTube, Yelp o Yammer. La majoria de membres del grup van estudiar a la Universitat Stanford o bé a la Universitat d'Illinois a Urbana Champaign en algun moment de llurs estudis. Tres dels membres —Peter Thiel, Elon Musk i Reid Hoffman— són coneguts multimilionaris.